# Richard Auguste Hennessy
Pour les articles homonymes, voir Hennessy (homonymie).
Richard Auguste Hennessy (24 décembre 1800, Cognac - 2 septembre 1879, château de Bagnolet), est un homme politique français.

## Biographie
Fils de Jacques Hennessy, il succéda à son père dans sa maison de commerce (Hennessy), s'occupa de sport et de chasse, devint président du tribunal de commerce de Cognac, commandant de la garde nationale de cette ville, conseiller général de la Charente, et se fit élire, après la Révolution française de 1848, le 23 avril de la même année, représentant de la Charente à l'Assemblée constituante, le 3e sur 9. 
Il vota pour le bannissement de la famille d'Orléans, pour les poursuites contre Louis Blanc et Caussidière, pour le rétablissement de la contrainte par corps, contre l'amendement Grévy, contre le droit au travail, pour l'ordre du jour en l'honneur de Cavaignac, et, pleinement rallié à la politique du président Louis-Napoléon Bonaparte, se prononça : pour la proposition Râteau, pour l'interdiction des clubs, pour les crédits de l'expédition de Rome, contre l'amnistie, etc. 
Il fut réélu, le 13 mai 1849, représentant du même département à la Législative, et continua de donner son concours au gouvernement présidentiel. Après avoir voté toutes les mesures de rétablissement de l'ordre qui eurent l'agrément de la majorité monarchiste de l'Assemblée, Hennessy approuva le coup d'État du 2 décembre 1851, soutint dans la Charente le régime impérial, et fut, mais sans succès, le 1er juin 1863, candidat officiel dans la 2e circonscription de ce département. 
Hennessy fut plus heureux lors des élections sénatoriales du 30 janvier 1876 : nommé sénateur de la Charente par 255 voix sur 499 votants, il siégea à droite, dans le groupe de l'Appel au peuple, se prononça pour la dissolution de la Chambre des députés (1877), pour le gouvernement du Seize-Mai, contre le ministère Dufaure, et, au Congrès, contre le retour du parlement à Paris. Mort le 2 septembre 1879, il eut pour successeur au Sénat, en novembre suivant, le maréchal Canrobert.
Il épousa Irène d'Anthès, fille de Jean Baptiste César d'Anthès et d'Irène Anne Burignot de Varenne, et nièce du baron Joseph-Conrad d'Anthès. Il est le grand-père de George Hennessy (1er baron Windlesham).